# 淡路サービスエリア

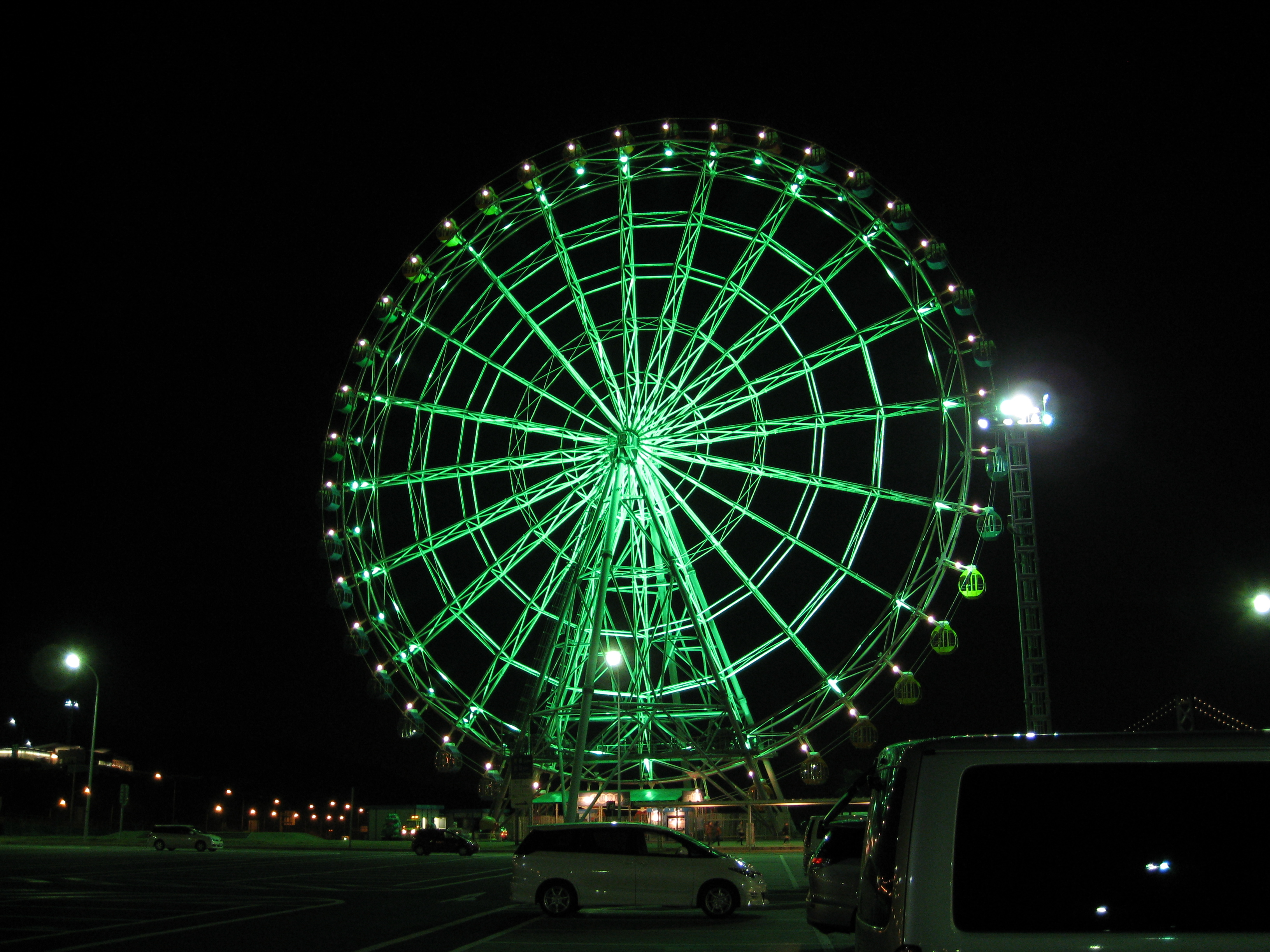
淡路SA下り線の観覧車の夜景

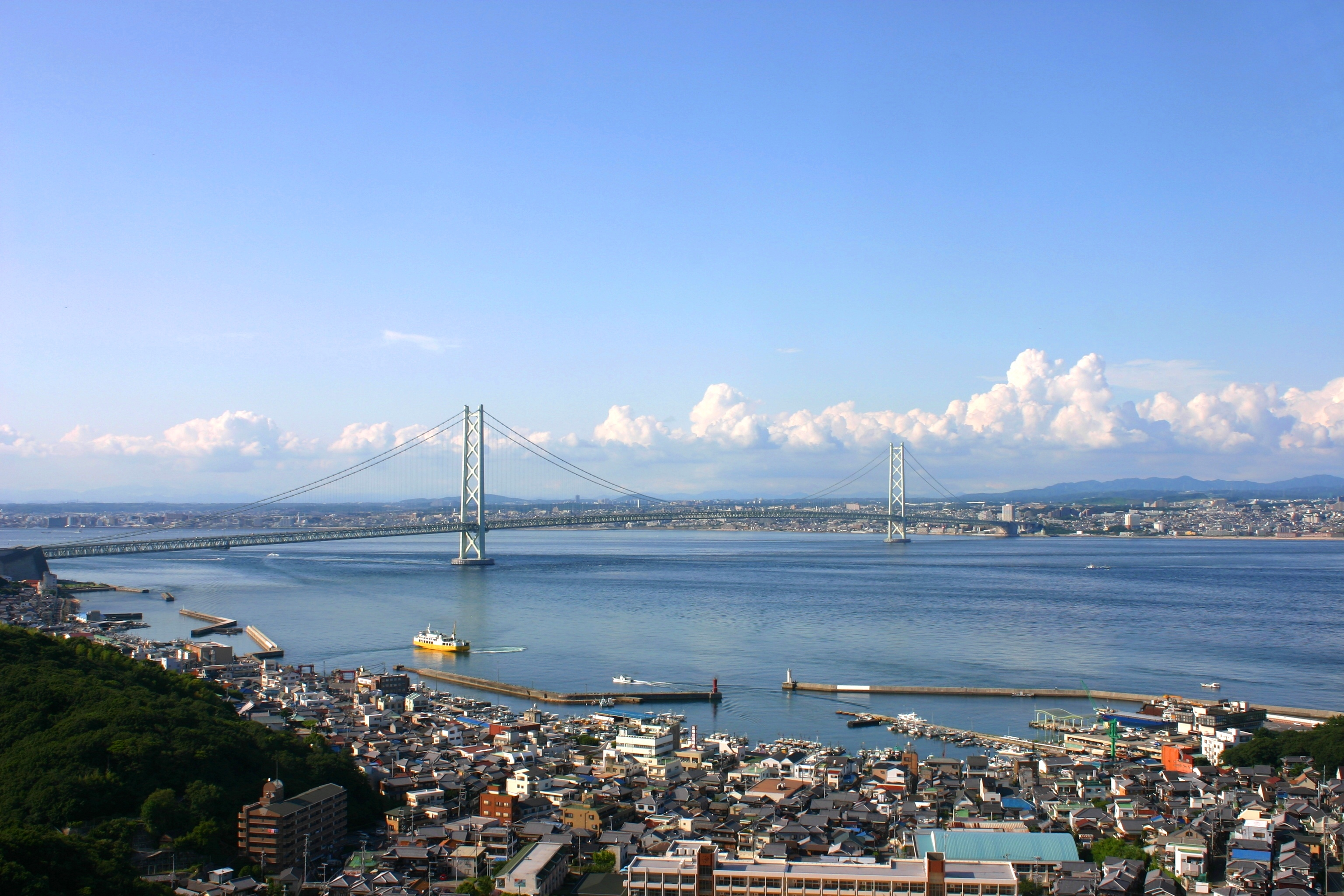
観覧車から望む、淡路市岩屋地区と明石海峡大橋

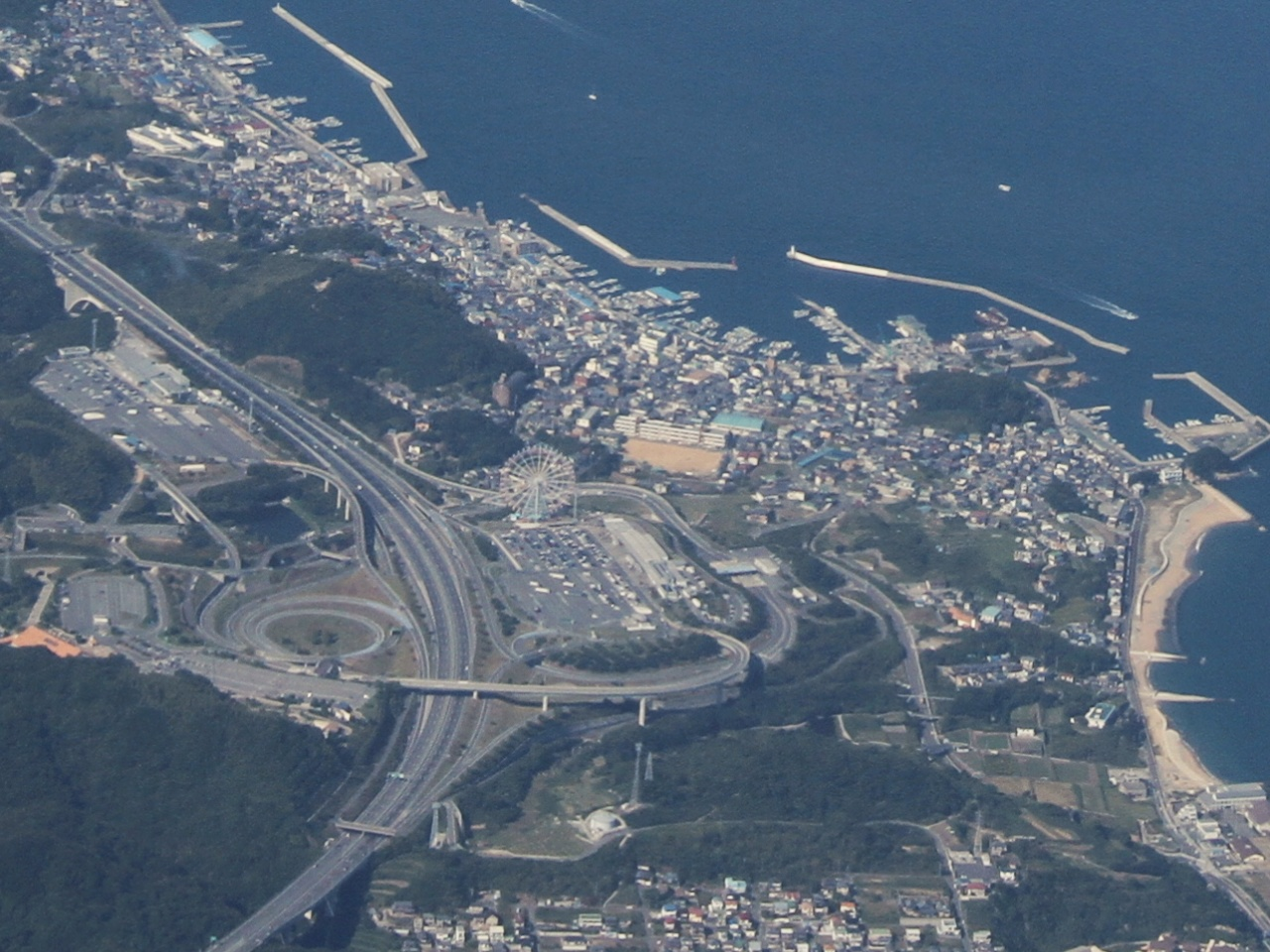
上空から見たサービスエリア付近の様子（海側に岩屋港などを見る）

淡路サービスエリア（あわじサービスエリア）は、兵庫県淡路市岩屋にある神戸淡路鳴門自動車道のサービスエリア (SA) である。
淡路インターチェンジ (IC) に併設されている。

## 概要
兵庫県立淡路島公園の淡路ハイウェイオアシスとは連絡道路で結ばれており、上り線と下り線を行き来できる。淡路ICからSAに入ることはできないが、淡路北スマートインターチェンジ（後述）から流入することにより、SAを利用できる。高速バスのバス停も併設されており、徒歩での訪問も下り線SAと淡路ハイウェイオアシスに限り可能である（上り線SAは徒歩で出入りできない）。
本州四国連絡高速道路（JB本四高速）の休憩施設の中でも規模が最も大きく、総施設の売り上げは東名高速道路の海老名SAと並んで全国トップクラスである。2006年5月の連休前には下り線に観覧車が設置されるなど観光スポットとしても機能している。
JB本四高速が管轄する本四3ルートのうち、給油所がある唯一のサービスエリアである。また、上り線は恋人の聖地として認定されている。

## 施設

### 上り線（神戸方面）
- 駐車場
  - 大型 - 94台
  - 小型 - 325台
  - トレーラー - 3台
  - 身障者 - 4台
- トイレ
  - 男 - 大14、小32
  - 女 - 65
  - 多目的トイレ - 3
- ガソリンスタンド（セルフ式） : 太陽石油（咲新興業） - 24時間営業
  - 2011年3月19日より従来のフルサービス方式からセルフ方式へと変更され[8]、同年4月21日より24時間営業となった[9]。連絡路を経由して同じく24時間営業の下りGSへ行くこともできる。
- 飲食店
  - レストラン（8:00 - 21:00、土休日のみ7:00 - 22:00）
  - カフェ（a‐too）（8:00 - 21:00、土休日のみ8:00 - 22:00）
  - 麺類（ラーメン尊）（11:00 - 21:00、土休日のみ10:00 - 22:00）
  - スナックコーナー（24時間営業）
- 売店（24時間営業）
- 常設露店（屋外）
  - 土休日および月曜日に野菜の直売を行っている[5]。
- インフォメーション（9:00 - 18:00、土休日のみ9:00 - 19:00）
- 自動販売機
- 郵便ポスト（岩屋郵便局）
- ドッグラン（24時間）[10]

### 下り線（徳島方面）
標識には「徳島」方面と記載。
- 駐車場
  - 大型 - 89台
  - 小型 - 352台
  - トレーラー - 3台
  - 身障者 - 4台
- トイレ
  - 男 - 大15、小31
  - 女 - 62
  - 身障者 - 4
- ガソリンスタンド : 太陽石油（咲新興業） - セルフ方式で24時間営業している。
  - かつては6:00 - 22:00までフルサービス方式での営業だったが、2008年12月12日より24時間営業・セルフ方式になった[11]。24時間営業のGSは本四高速ではここが初めてである。
- 飲食店
  - レストラン（7:00 - 21:00）
  - ドーナツ店（ミスタードーナツ淡路SA（下り線）ショップ）（7:00 - 21:00、土休日のみ6:00 - 21:00）
  - 丼店（ザ・どん淡路SA（下り線）店）（7:00 - 21:00）
  - スナックコーナー（24時間営業）
  - カフェ（スターバックス）（7:00 - 22:00）
- 売店（24時間営業）
- 常設露店（屋外）
- インフォメーション（8:00 - 17:00）
- 自動販売機
- 観覧車（9:00 - 21:00）[5][12]
- 郵便ポスト（岩屋郵便局）

## 淡路北スマートインターチェンジ
淡路北スマートインターチェンジ（あわじきたスマートインターチェンジ）は、淡路SAに併設の民間施設直結スマートインターチェンジである。民間の施設に接続するスマートインターチェンジとしては日本初となる。
2020年（令和2年）3月29日に供用開始。利用可能車種はETC搭載の全車種（長さ12 m以下）で、24時間運用。入口のみで神戸方面、徳島方面の両方向に利用可能となっているほか、本線に入らずに淡路ICから出ることも可能となっている。なお、本線に入らずに出た場合の通行料金は100円（普通車平日）と設定されている。

### 歴史
- 2018年（平成30年）8月31日 - 民間施設直結スマートインターチェンジ整備方針の認定[14][15]。
- 2019年（平成31年）
  - 3月8日 - （仮称）淡路ハイウェイオアシススマートインターチェンジ協議会設立[14][15]。
  - 3月25日 - 国土交通省から連結許可[14][15]。
  - 3月29日 - 国土交通省から本州四国連絡高速道路に事業許可[14][15][16]。
- 2020年（令和2年）
  - 2月6日 - IC名称が「淡路北スマートIC」で正式決定[4][14]。
  - 3月29日 - 供用開始[1][2][4][13]。

## 淡路第二料金所
ブースは計4箇所あり、下り線から上り線および逆方向に対して2ブースずつ使用している。それぞれ一方がETCと一般利用の共用レーン、もう一方が一般利用レーンとなっている。
淡路SAは上下線のエリアおよび淡路ハイウェイオアシスを自由に行き来することが可能である。また、Uターンも可能で（例．神戸西→淡路SA→垂水、鳴門→淡路SA→鳴門）、制度としてそれが認められている（与島PAや砂川SAと同様）。
そのため、Uターン利用者は淡路SAで折り返したことを証明する必要がある。そこで、この上下線の連絡道路上に淡路第二料金所が設けられており、ハイウェイオアシスや反対側のエリアへ行くにはここで通行券などのチェックを受ける必要がある。検札を受けた通行券には、当料金所を通過した旨と通行日時などが印字される。2009年3月13日からETC無線通信でのノンストップ検札が可能になった。また、2009年7月1日から通行券のチェックは、自動収受機を利用して行っている。
淡路第二料金所は料金所と名乗っているが、検札のみのため、料金の徴収は行っていない。そのため本州四国連絡高速道路の公式サイトでは「チェックバリア」 (CB)などと表現されていることが多い。

## 隣
※凡例 : ジャンクション - JCT、バスストップ - BS
E28 神戸淡路鳴門自動車道
(3)垂水JCT/IC - 高速舞子BS - (4)淡路IC/BS/SA/淡路北スマートIC - (5)東浦IC/BS